# Najwyższa Rada Sądownictwa (Włochy)
Najwyższa Rada Sądownictwa we Włoszech (wł. Consiglio Superiore della Magistratura) - organ stojący na straży niezależności wymiaru sprawiedliwości oraz niezawisłości sędziów i prokuratorów.

## Skład
Najwyższa Rada Sądownictwa składa się z Prezydenta Republiki Włoch, przedstawicieli wymiaru sprawiedliwości oraz osób wybranych przez parlament. Obecnie liczy 33 członków.
Jej członków można podzielić na: stałych i wybieranych na 4-letnią kadencję. 
Stałymi członkami są: Prezydent Republiki Włoch, który pełni funkcję przewodniczącego oraz Pierwszy Prezes Sądu Kasacyjnego i Prokurator Generalny Sądu Kasacyjnego.
Pozostali członkowie są wybierani w:
- 2/3 przez wszystkich funkcjonariuszy sądownictwa powszechnego (magistrati ordinari, czyli sędziów i prokuratorów) spośród sędziów i prokuratorów różnych kategorii,
- 1/3 przez parlament obradujący na wspólnym posiedzeniu w głosowaniu tajnym spośród profesorów zwyczajnych prawa na uniwersytetach i adwokatów praktykujących od co najmniej 15 lat większością 3/5 głosów.

Rada wybiera swojego wiceprzewodniczącego spośród osób wybranych przez parlament.

## Zadania
Do Najwyższej Rady Sądownictwa należą, stosownie do postanowień ustawy o organizacji wymiaru sprawiedliwości, sprawy zatrudnienia, przydziałów i przenoszenia, awansów i środków dyscyplinarnych w odniesieniu do funkcjonariuszy wymiaru sprawiedliwości.
Podejmuje ona uchwały w sprawach m.in.:
- powoływania, delegowania do konkretnych siedzib, przydziału funkcji, przenoszenia, awansowania oraz innych kwestiach dotyczących sytuacji sędziów i prokuratorów,
- powoływania i odwoływania wiceprefektów honorowych, mediatorów oraz ich zastępców, a także osób spoza grona sędziów i prokuratorów działających w sekcjach specjalistycznych,
- sankcji dyscyplinarnych przeciwko sędziom i prokuratorom,
- wskazywania jako kandydatów na urząd sędziego Sądu Kasacyjnego profesorów i adwokatów odznaczających znacznymi zasługami.

Sami sędziowie i prokuratorzy wyłaniani są w drodze konkursów, a powołuje ich Najwyższa Rada Sądownictwa.